# マロ・イトジェ
マロ・イトジェ（Maro Itoje、1994年10月28日 - ）は、プレミアシップサラセンズに所属するラグビーユニオン選手。

## プロフィール
- イングランド・ロンドンカムデン区出身。
- ポジションはロック(LO)、フランカー(FL)。
- 身長 195cm、体重 115kg
- U20イングランド代表に選ばれたことがある[1]。
- イングランド代表キャップは56（2022年10月現在）でラグビーワールドカップ2019・ラグビーワールドカップ2023のイングランド代表に選ばれた[2][3]。
- ブリティッシュ・アンド・アイリッシュ・ライオンズに選ばれたことがある[4]。

## 略歴
2012年、サラセンズに加入。 

## 受賞歴
- ワールドラグビー男子15人制最優秀新人賞:2016年[6]
- ワールドラグビー男子15人制ドリームチーム:2021年[7]